# Івашкевич Григорій Мефодійович
Григо́рій Мефо́дійович Івашке́вич (11 березня 1919 — 29 грудня 1991) — радянський військовик, учасник Другої світової війни, рядовий. Герой Радянського Союзу (1945).
Почесний громадянин міста Майкоп (Республіка Адигея).

## Життєпис
Народився в селі Володимирівка (нині — селище міського типу Волноваського району Донецької області) у родині робітника. Здобув неповну середню освіту. Працював учнем пекаря у місті Чистякове.
До лав РСЧА призваний Чистяковським РВК Сталінської області у 1939 році. Учасник радянсько-фінської війни 1939—1940 років. Учасник німецько-радянської війни з 1941 року.
Особливо стрілець 1376-го стрілецького полку 417-ї стрілецької дивізії 63-го стрілецького корпусу 51-ї армії 4-го Українського фронту рядовий Г. М. Івашкевич відзначився у боях з визволення Криму. 11 квітня 1944 року при прориві оборони супротивника він першим зі своїм відділенням увірвався на залізничну станцію Чирік. У боях на підступах до Севастополя в ніч на 1 травня 1944 року у складі групи з чотирьох червоноармійців пішов у розвідку. Рухаючись на чолі групи, зробив проходи у мінному та дротовому загородженнях і першим досягнув ворожих траншей на схилі Сапун-гори. Розвідники взяли у полон 2 ворожих солдатів, але були виявлені супротивников. У ході перестрілки полонені були знищені, а бійці групи Г. М. Івашкевича поранені. Зібравши поранених, зброю і набої у зручному окопі, рядовий Г. М. Івашкевич зайняв оборону і протягом дня відбивав контратаки супротивника. Будучи тричі пораненим, не тільки не полишив поле бою, але й здійснив вилазку до ворожих укріплень, де гранатами знищив бліндаж, у якому знаходилось 6 ворожих солдатів.
Учасник радянсько-японської війни.
Після демобілізації у 1946 році сержант Г. М. Івашкевич мешкав у Майкопі (Адигея), працював на взуттєвій фабриці, неодноразово обирався депутатом міської ради. Член КПРС з 1963 року. Згодом переїхав до міста Сочі Краснодарського краю, де працював теслею у санаторії «Сочі».

## Нагороди
Указом Президії Верховної Ради СРСР від 24 березня 1945 року «за зразкове виконання бойових завдань командування на фронті боротьби з німецькими загарбниками та виявлені при цьому відвагу і героїзм» рядовому Івашкевичу Григорію Мефодійовичу присвоєне звання Героя Радянського Союзу з врученням ордена Леніна і медалі «Золота Зірка» (№ 6615).